# Elham Manea
Pour les articles homonymes, voir Manea.
Elham Manea, née en 1966, à El Mahalla El Koubra en Égypte, est une universitaire, écrivaine, et activiste des droits de l'homme suisso-yéménite. Elle travaille en tant que spécialiste du Moyen-Orient. 
Elle a été un défenseur de la séparation de l'État et de la religion dans les pays islamiques, des libertés d'expression et de conviction et de la défense des droits civils, humains, des femmes et des minorités dans la région arabe de la MENA. 
Elle est également connue pour être une critique sévère des idéologies et des politiques des mouvements islamistes sous ses deux formes, l'islamisme sociétal et l'islamisme politique.

## Publications
Manea a publié des ouvrages académiques en anglais, allemand et arabe, ainsi que deux romans en arabe - Echo (2005 Saqi Books Beirut) et Sins (2008 Saqi Books Beirut),.
Sa dernière publication universitaire est un livre intitulé L’État arabe et les droits des femmes : le piège de la gouvernance autoritaire. 
Manea est l'auteur du livre de fiction Ich nicht Schweigen: Der Islam, Der Westen et die Menschenrechte (2009), Fribourg: Herder Verlag. Le livre est basé sur une série qu'elle a écrite en arabe sur l'Islam humaniste et les droits des femmes.